# 옛날 옛적에 (애니메이션)
《배추도사 무도사의 옛날 옛적에》는 대한민국의 방송사인 KBS에서 제작하여 1990년 방영한 만화영화이다. TV방송용 국내 제작 만화영화로는 전 세계적으로 수출한 작품이다.
배추도사와 무도사가 나와 전래동화를 소개하는 내용이다.

## 제작진
오프닝 크레딧
- 기획: 조봉남
- 애니메이션 제작: 한호흥업(주), 동양동화(주), 신원프로덕션, 테이크 원
- 감독: 송정율 (제1화, 제4화, 제7화, 제10~11화), 배영랑 (제2화, 제8화), 이건설 (제3화, 제9화), 김주인 (제5화), 김동호 (제6화, 제13화), 이의구 (제12화)
- 그래픽디자인: 이영범
- 텔레시네: 최용균, 장현수
- 주제가작사: 이남홍, 송정율
- 작곡: 왕준기
- 노래: 김정식, 최희준[2]
- 음향효과: 최경상, 조광호, 김병호, 차일환
- 음악: 왕준기, 이남홍
- 녹음: 표신수
- 연출 (KBS판) → 녹음연출 (투니버스판): 민영문
- 제작: KBS
- 제공: 대우그룹, 오리온, 이마이크로, 크라운제약, 도신산업, 화승그룹, 롯데그룹, 크라운제과, 대영팬더, 두산그룹, 쏘쏘

엔딩 크레딧
- 애니메이션 제작: 한호흥업(주) (제1화, 제3~4화, 제7화, 제9~11화)
- 각본: 김진구 (제1화, 제9~10화), 이건설 (제3화), 이광조 (제4화, 제7화, 제11화)
- 원화: 최정규 (제1화), 김완수 (제1화), 전영식 (제1화), 홍문수 (제3화), 김명진 (제3화), 이재복 (제3화), 정수영 (제4화), 임영배 (제4화, 제7화, 제10~11화), 박근식 (제4화, 제7화, 제10~11화), 박연섭 (제7화), 이상헌 (제9화), 이선희 (제9화), 박세현 (제9화), 윤영상 (제10화), 김송환 (제11화)
- 동화: 김영미 (제1화), 양해청 (제1화), 김영인 (제1화), 김길충 (제3화, 제9화), 남정우 (제3화), 정용진 (제3화), 김정현 (제4화), 김은숙 (제4화), 최정순 (제4화), 이명학 (제7화), 이양길 (제7화), 이호성 (제7화), 김길성 (제9화), 손옥희 (제9화), 유은미 (제10화), 문미숙 (제10화), 김지은 (제10화), 이장필 (제11화), 이상철 (제11화), 천경숙 (제11화)
- 배경: 곽병선, 이근호
- 검사: 임영부
- 복사: 오세직
- 선화: 임현주, 박선애
- 색지정: 김현아
- 채화: 노순남, 이태정
- 미술효과: 김정기, 나여예
- 촬영: 임종수, 이성우
- 편집: 임병석
- 진행: 강희태, 이승철
- 본 작품은 저작권법의 보호를 받습니다.

엔딩 크레딧
- 애니메이션 제작: 동양동화(주) (제2화, 제8화)
- 각본: 이용배 (제2화), 배영랑 (제8화)
- 원화: 김이철 (제2화), 김세창 (제2화), 설인수 (제2화), 박인준 (제2화), 오규열 (제8화), 고성운 (제8화), 이용식 (제8화), 김병철 (제8화)
- 원화작감: 김이철 (제2화), 김청 (제7화)
- 동화: 황경숙 (제2화), 최정 (제2화), 이민규 (제2화), 김민지 (제2화), 엄인식 (제8화), 박민숙 (제8화), 문창희 (제8화), 이재문 (제8화)
- 동화작감: 배종명
- 검사: 정정균 (제2화), 신종욱 (제8화)
- 배경감독: 오승완 (제2화), 오응환 (제8화)
- 배경: 심재정 (제2화), 박경숙 (제2화), 서현경 (제2화), 김정숙 (제2화), 한예루 (제8화), 박성숙 (제8화), 김희환 (제8화), 김미경 (제8화)
- 선화: 정인선 (제2화), 서희정 (제2화), 한양숙 (제2화), 박은하 (제2화), 송미경 (제8화), 최미애 (제8화), 한해정 (제8화), 김송우 (제8화)
- 채화: 조귀영 (제2화), 김희숙 (제2화), 손미숙 (제2화), 이미연 (제2화), 김자득 (제8화), 김선영 (제8화), 정을영 (제8화), 임봉옥 (제8화)
- 미술효과: 정재희
- 촬영: 박성태 (제2화), 윤하균 (제2화), 최성일 (제8화), 윤학수 (제8화)
- 편집: 서기수
- 진행: 전창록 (제8화)
- 본 작품은 저작권법의 보호를 받습니다.

엔딩 크레딧
- 애니메이션 제작: 신원프로덕션 (제5화, 제12화)
- 작화연출: 김주인 (제5화)
- 조연출: 민경조 (제5화), 이경복 (제12화)
- 구성: 김태익 (제12화)
- 원화: 손종진 (제5화, 제12화), 이무세 (제5화), 김일 (제5화), 문동연 (제5화), 이선희 (제12화), 성백엽 (제12화), 양덕수 (제12화)
- 원화작감: 송진영 (제5화)
- 동화: 김두현 (제5화), 성철호 (제5화), 홍준선 (제5화), 이난이 (제5화), 김영미 (제12화), 남미선 (제12화), 성준용 (제12화), 양해청 (제12화)
- 동화작감: 김계숙 (제5화)
- 검사: 김우철 (제12화)
- 선화: 윤영란 (제5화, 제12화), 윤재복 (제12화)
- 채화: 권현숙 (제5화), 공덕희 (제5화), 박희정 (제5화), 최선영 (제12화), 심선주 (제12화), 오순옥 (제12화), 권현숙 (제12화)
- 배경: 최용대 (제5화), 이근호 (제12화), 이성기 (제12화), 김현수 (제12화), 최순철 (제12화)
- 미술설정: 정도빈 (제12화)
- 미술효과: 정재희
- 촬영: 남정수 (제5화), 유한준 (제5화), 권영호 (제5화), 유승덕 (제12화), 안병섭 (제12화)
- 편집: 주광동 (제12화)
- 진행: 김설희
- 본 작품은 저작권법의 보호를 받습니다.

엔딩 크레딧
- 애니메이션 제작: 테이크 원 (제6화) → 테이크원 (제13화)
- 각본: 김진자
- 원화: 김성규 (제6화, 제13화), 서문진 (제6화), 김준의 (제6화), 김진광 (제6화), 한송열 (제6화), 김진문 (제13화), 박종희 (제13화), 임성민 (제13화)
- 동화: 강용호 (제6화), 박소현 (제6화, 제13화), 이형일 (제13화)
- 선화: 이영란 (제6화), 김명순 (제13화)
- 채화: 김효령 (제6화), 박지희 (제6화), 홍승자 (제6화), 김외숙 (제13화)
- 배경: 박경호
- 미술효과: 이명희, 이문희
- 촬영: 정기춘
- 진행: 김기태
- 본 작품은 저작권법의 보호를 받습니다.
- 공급: KBS미디어 (구) KBS영상사업단

## 방영 이야기
| 회차       | 부제 (서브 타이틀)    | 각본   | 감독   | 애니메이션 제작 | 본 방송일       |
| ---------- | --------------------- | ------ | ------ | --------------- | --------------- |
| 1화        | 임금님 귀는 당나귀 귀 | 김진구 | 송정율 | 한호흥업(주)    | 1990년 1월 5일  |
| 2화        | 연이낭자와 버들도령   | 이용배 | 배영랑 | 동양동화(주)    | 1990년 1월 12일 |
| 3화        | 요술부채와 소금       | 이건설 | 이건설 | 한호흥업(주)    | 1990년 1월 19일 |
| 4화        | 우렁이 색시           | 이광조 | 송정율 | 한호흥업(주)    | 1990년 1월 26일 |
| 5화        | 토끼의 명판결         | 무정   | 김주인 | 신원프로덕션    | 1990년 2월 2일  |
| 6화        | 오름과 바릇           | 김진자 | 김동호 | 테이크 원       | 1990년 2월 9일  |
| 7화        | 천년여우              | 이광조 | 송정율 | 한호흥업(주)    | 1990년 2월 16일 |
| 8화        | 도깨비 방망이         | 배영랑 | 배영랑 | 동양동화(주)    | 1990년 2월 23일 |
| 9화        | 세가지 보물           | 김진구 | 이건설 | 한호흥업(주)    | 1990년 3월 2일  |
| 10화       | 곰과 멧돼지의 여행    | 김진구 | 송정율 | 한호흥업(주)    | 1990년 3월 9일  |
| 11화       | 백일홍 전설           | 이광조 | 송정율 | 한호흥업(주)    | 1990년 3월 16일 |
| 12화       | 호랑이의 효도         | 무정   | 이의구 | 신원프로덕션    | 1990년 3월 23일 |
| 최종화(13) | 한락댁이              | 김진자 | 김동호 | 테이크 원       | 1990년 3월 30일 |

## 목소리 출연
배추도사 목소리는 배우 장나라의 아버지 주호성(장연교)이며 무도사 목소리는 성우 故 황원이다.
- 故 황원[3]: 무도사
- 주호성: 배추도사
- 이종구: 임금 (제1화), ??? (제2~13화)
- 탁원제 (제1화, 제11화)
- 故 엄주환[4] (제1화, 제11화)
- 전기병 (제1화, 제11화)
- 김성희 (제1화, 제3화, 제10~11화)
- 김익태 (제1화, 제11화)
- 윤병화 (제1화, 제8화, 제11화)
- 강구한 (제1화, 제11화)
- 송도영 (제2화, 제13화)
- 故 나수란[5] (제2화, 제8화)
- 이향숙 (제2화, 제8화)
- 박신영 (제2화, 제8화)
- 故 정경애[6] (제2화, 제4화, 제7화)
- 온영삼 (제3화, 제10화)
- 최옥희 (제3화, 제6화, 제10화, 제13화)
- 故 오세홍[7] : ??? (제3화, 제5화, 제10화, 제12화), 왕자 (제4화)
- 백진 (제3화, 제10화)
- 장광 (제3화, 제9화, 제10화)
- 이선희 (제3화, 제10화)
- 유해무: 총각 (제4화)
- 박은숙 (제4화, 제7화)
- 한수경 (제4화, 제7화)
- 홍영란 (제4화~제5화, 제7화, 제12화)
- 유제상 (제4화, 제7화)
- 김창주 (제4화, 제7화)
- 김정경: 호랑이 (제5화), ??? (제12화)
- 안경진 (제5화, 제12화)
- 김준 (제5화, 제12화)
- 이연희 (제5화, 제12화)
- 故 조달호[8] (제6화, 제13화)
- 박영남 (제6화)
- 김정애 (제6화)
- 한인숙 (제6화)
- 장승길 (제7화)
- 홍경화 (제8~9화)
- 김수경 (제8~9화)
- 김순원 (제9화)
- 정기항 (제9화)
- 김환진 (제9화)
- 이재명 (제13화)
- 이봉준 (제13화)
- 설영범 (제13화)

## 주제가
- 여는곡: 배추도사 무도사의 옛날 옛적에 여는곡
 가수: 《김정식》

- 닫는곡: 배추도사 무도사의 옛날 옛적에 닫는곡
 가수: 《최희준》

## 같이 보기
- 은비까비의 옛날옛적에